# Chang Zheng 4

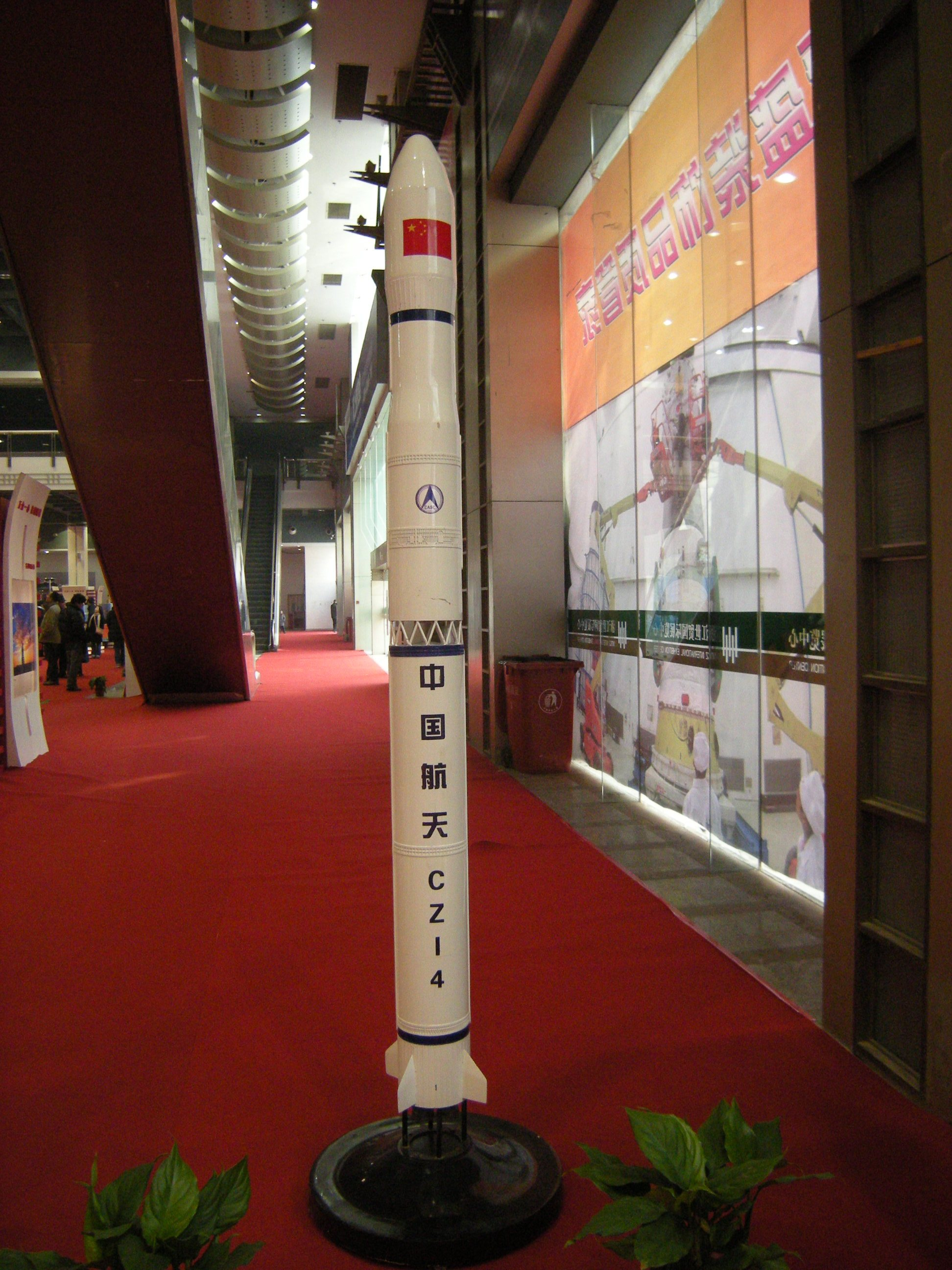
En modell av Chang Zheng 4.

Chang Zheng 4 (长征四号系列火箭; Chángzhēng sìhàoxìlièhuǒjiàn) eller CZ-4 eller Long March 4 är en kinesisk raketfamilj av bärraketer för uppskjutning av nyttolaster till omloppsbana runt jorden. Namnet Chang Zheng kommer av det kinesiska namnet på Den långa marschen som Folkets befrielsearmé gjorde 1934 till 1935. Chang Zheng 4 är baserad på tekniken från missilen DF-5.
Den första lyckade uppskjutningen (med Chang Zheng 4A) gjordes 6 september 1988. Modellen används fortfarande aktivt, och till och med 2015 hade 45 lyckade uppskjutningar gjorts med raketfamiljen.
Chang Zheng 4 skjuts oftast upp från Taiyuans satellituppskjutningscenter i Shanxi med skjuts även ibland från Jiuquans satellituppskjutningscenter i Inre Mongoliet.
Modellen finns i tre utförande:
| Raket               | Chang Zheng 4A | Chang Zheng 4B | Chang Zheng 4C |
| Skiss               | Long March 4A  | Long March 4B  | Long March 4C  |
| Steg                | 3              | 3              | 3              |
| Längd (m)           | 41,9           | 45,8           | 45,5           |
| Diameter (m)        | 3,35           | 3,35           |                |
| Lyftvikt (ton)      | 249            | 249            | 249            |
| Nyttolast (LEO, kg) | 4 800          | 4 200          | 4 200          |
| Nyttolast (SSO, kg) | 1 500          | 2 800          | 2 800          |
| Nyttolast (GTO, kg) |                | 1 500          | 1 500          |